# Miguel Csokonai Vitéz
Mihály Csokonai Vitéz (en húngaro: Csokonai Vitéz Mihály; Debrecen, 17 de noviembre de 1773-28 de enero de 1805) fue un poeta húngaro. 
Hijo de József Csokonai Vitéz y Sara Diószegi. Representante de la ilustración húngara, escribió poemas amorosos y de temática social. Autor de la epopeya cómica La Dorotea (1799), en la que aborda cuestiones de la Hungría de su tiempo.
Estudió en su ciudad nativa y muy joven obtuvo el puesto de profesor de poesía, del cual fue destituido a causa de su conducta inmoral. El resto de su corta vida lo pasó entre problemas, hasta morir, en casa de su madre, a los 31 años de edad.
Csokonai Vitéz fue un poeta genial y original, con algo del fuego lírico de Sándor Petőfi. La mayor parte de su obra ha sido publicada por Schedel (1844-1847).
- Datos: Q713545
- Multimedia: Mihály Csokonai Vitéz / Q713545